# Grzegorz Gerwazy Gorczycki
Grzegorz Gerwazy Gorczycki, ou Grzegorz Gorczyca avant son anoblissement (né vers 1667 à Bytom, mort le 30 avril 1734 à Cracovie
) 
est un prêtre catholique polonais, connu comme musicien, compositeur et chef d’orchestre.
Il est souvent considéré comme le meilleur compositeur polonais de musique baroque et est parfois surnommé le Händel polonais

## Biographie

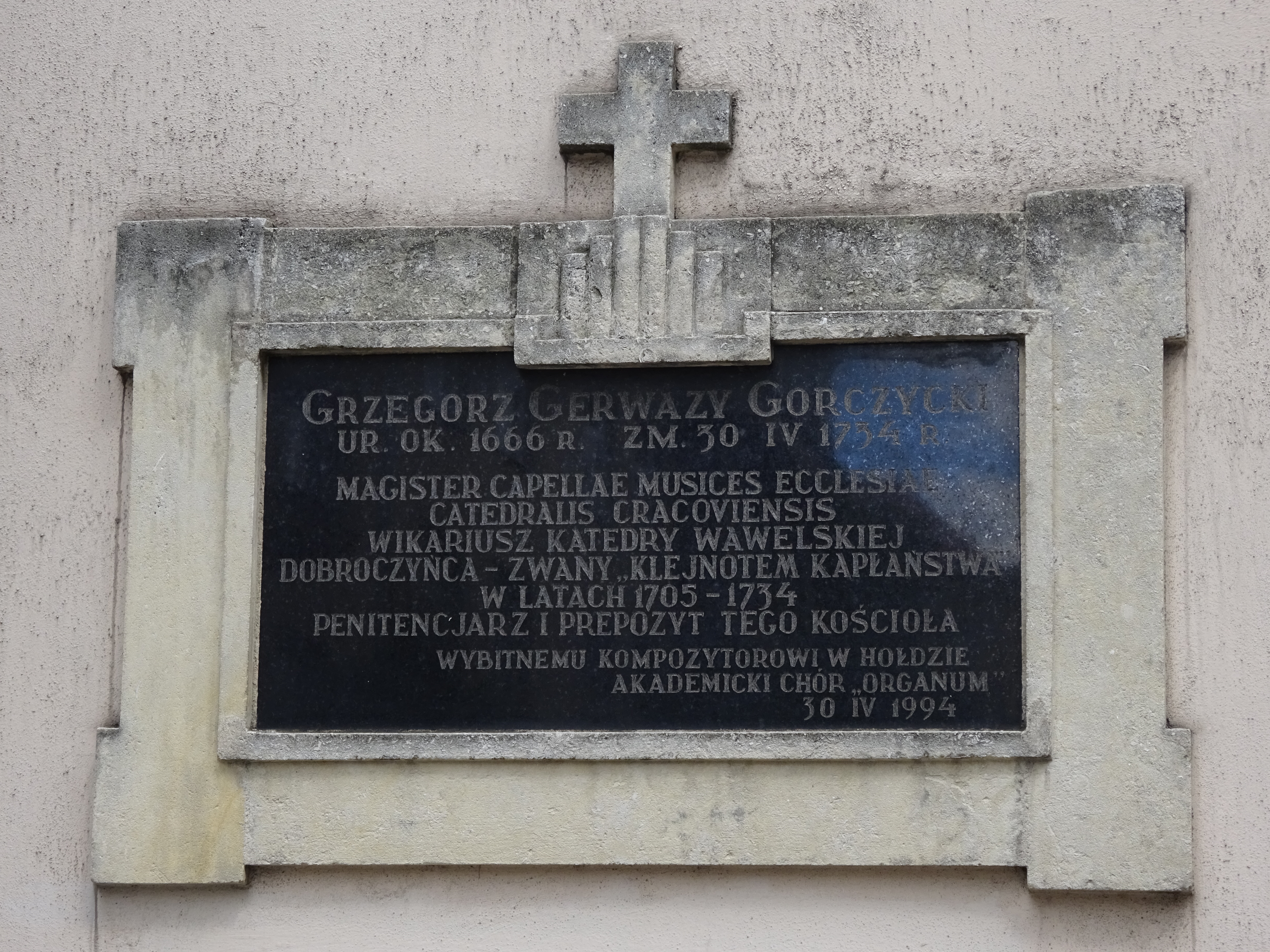
Plaque commémorative sur l'église de la Divine Miséricorde à Cracovie.

Grzegorz Gerwazy Gorczycki est né entre 1664 et 1667 à Rozbark (aujourd'hui quartier de Bytom, en Silésie) dans une famille de paysans libres. De 1678 à 1683, il étudie la musique à l'université de Prague puis la théologie à Paris et à Vienne, où il obtient une licence en théologie en 1689. En 1692, il revient à Cracovie et est ordonné prêtre.
Il est ensuite nommé à Chełmno comme professeur de rhétorique et de poétique puis comme recteur de l'Académie de Chełmno (pl) nouvellement recréée par l'Académie de Cracovie.
De retour une seconde fois à Cracovie, il devient vicaire (1696) de la cathédrale du Wawel puis maître de chapelle, fonction qu'il exerce jusqu'à sa mort. Il dirige la musique lors du couronnement du roi Auguste II. En 1727, il devient curé de l'église de Miséricorde Divine et en 1728 examinateur au Séminaire de Cracovie.

## Son œuvre
La musique sacrée, étant donné ses fonctions religieuses, domine largement son œuvre : stile antico ou prima prattica : messes, proses, motets, hymnes, mais aussi stile moderno ou seconda prattica : concertos religieux et cantates), même si l'on sait qu'il a composé aussi sur des motifs profanes des œuvres qui n'ont pas été conservées.
Sa version baroque de la musique de l'hymne médiéval Gaude Mater Polonia est l'une de ses œuvres les plus populaires en Pologne, disponible dans plusieurs interprétations et jouée très souvent lors de cérémonies scolaires et universitaires (rentrée solennelle, remises de diplômes, etc.),

### Œuvres choisies
Stile antico (prima prattica) :
- Illuxit sol
- Completorium
- Laetatus sum[7]
- Litaniae De Providentia Divina
- Conductus funebris
- In virtute Tua

Stile moderno (seconda prattica) :
- Tota pulchra es Maria
- Missa paschalis
- Sepulto Domino
- Omni die dic Mariae

## Sources et références
- « gorczycki.pl/gorczycki.php »(Archive.org • Wikiwix • Archive.is • Google • Que faire ?)
- « Archive Larousse : Dictionnaire de la Musique - Goodman (Roy)  - Gorr (Rita) », sur larousse.fr (consulté le 6 octobre 2020)
- « Encyclopédie Larousse en ligne - Grzegorz Gerwazy Gorczycki », sur larousse.fr (consulté le 6 octobre 2020)
- (en) « Naukowy.pl », sur naukowy.pl (consulté le 21 avril 2023)

1. ↑  (pl) Literatura muzyczna, nauczanie i upowszechnianie muzyki w dawnej Polsce od wieku X do końca XVIII, Cze̜stochowa, Wydawn. Wyższej Szkoły Pedagogicznej w Częstochowie, 2000, 67 p. (ISBN 978-83-7098-440-3)
2. ↑  (en) « Naukowy.pl », sur naukowy.pl (consulté le 21 avril 2023).
3. ↑  Szweykowski Zygmunt. M., Gorczycki Grzegorz Gerwazy [in] Encyklopedia Muzyczna PWM, T. 3, Cracovie 1987, s. 396
4. ↑  « montes.pl/Montes14/montes_nr_1… »(Archive.org • Wikiwix • Archive.is • Google • Que faire ?).
5. ↑  « Gaude Mater Polonia » [vidéo], sur YouTube (consulté le 6 octobre 2020).
6. ↑  « Gaude Mater Polonia » [vidéo], sur YouTube (consulté le 21 avril 2023).
7. ↑  « - YouTube », sur YouTube (consulté le 21 avril 2023).